# María de Ávalos
María de Ávalos (1562, Nápoles-17 de octubre de 1590, ibidem) fue una princesa italiana de finales del Renacimiento. Su homicidio, perpetrado por su esposo el príncipe y compositor Carlo Gesualdo, es célebre en las crónicas napolitanas.

## Biografía
Hija de Carlos de Ávalos, príncipe de Montesarchio y de su esposa Sveva Gesualdo, princesa de Venosa, María de Ávalos pertenecía a una de las más grandes familias de la nobleza napolitana.

### Primeros matrimonios
Solo tenía trece años cuando se celebró su primer matrimonio, con el príncipe Federico Carafa. De esta unión nacieron dos hijos: Fernando, muerto muy niño, y Beatriz que fallecerá a los doce años.
Viuda en 1581, desposó en segundas nupcias con Alfonso Gioieni, de una noble familia siciliana. El matrimonio tuvo lugar en 1583, y su nuevo esposo falleció en 1585.
María de Avalos se retiró entonces a la isla de Isquia, donde quedará reclusa hasta darle un nuevo marido.

### Una bella dama y un líder invicto
María de Ávalos se casó con el príncipe Carlo Gesualdo di Venosa, el 28 de abril de 1586. Este tercer esposo, más joven que ella cuatro años, era también su primo hermano. Efectivamente, la madre de María era hermana de Fabrizio Gesualdo, el padre de Carlo. Este parentesco muy estrecho necesitó de dispensa papal por parte de Sixto V.
Con veinticuatro años, María era célebre en Nápoles por su extraordinaria belleza. No obstante, la elección del príncipe de Venosa estaba motivado por el hecho de «que habiendo tenido dos maridos antes, había dado signos suficientes de fecundidad».
Muy ligado a la familia de Ávalos, Torquato Tasso conocía personalmente a la joven dama, cuya unión celebró en un soneto que terminaba con estos versos:
Entonces tu belleza con una mayor luz,
hizo fecundos el valor y la virtud
y hace que un líder invicto ceda ante una bella dama.
Los «signos de fecundidad» no se desmintieron y María dio a luz un hijo, Emanuele, en 1587 o 1588.

### El adulterio y la muerte
Poco después del nacimiento, María comenzó una relación adúltera con el duque de Andria, Fabrizio Carafa. Gesualdo habría tenido conocimiento de la infidelidad por el testimonio de uno de sus tíos. Los sorprendió in fraganti, en su propio palacio, la noche del 16 al 17 de octubre de 1590.

### Un crimen de honor
Esta intervención estaba visiblemente preparada. Gesualdo había dicho que se iba unos días a una partida de caza. Pero no se fue, sino que a medianoche se dirigió a la alcoba de su esposa acompañado de tres hombres armados cada uno de una alabarda y un arcabuz. El último derribó la puerta, y entraron en el cuarto donde se encontraba la pareja. Hubo dos disparos, insultos. Posteriormente, los sirvientes declararon haber oído decir a Gesualdo: "Matad, matad a este infame y a esta arrastrada! ¿Cuernos en la familia Gesualdo?". Los tres jóvenes armados salieron, después el propio príncipe, con las manos ensangrentadas, que aún volvió al aposento para rematar a su esposa moribunda.
Esta versión de los hechos es seguramente la más fiel de que se dispone, insertada en una investigación administrativa y oficial ordenada por el virrey de Nápoles.
El doble homicidio marcó profundamente la ciudad y conmocionó a la sociedad. Contribuyó a la posteridad de Gesualdo, resultando en el «compositor homicida» de la historia de la música. A pesar de los esfuerzos del virrey por encubrir el asunto, este final trágico conoció una formidable resonancia, como atestigua un informe del embajador de la república de Venecia datado el 19 de octubre de 1590, dos días después de los hechos:

Don Carlo, hijo del príncipe de Venosa, y sobrino del ilustrísimo cardenal, subió con determinación y en segura compañía el martes a la sexta hora de la noche [a medianoche] a los aposentos de doña María d'Avalos, su esposa y prima hermana, considerada la más bella dama de Nápoles, asesinando primero a don Fabrizio Carafa, duque d'Andria, que estaba con ella, y luego a ella, vengándose así del insulto que le hicieron. Estas tres familias de primer orden abarcan todas las principales casas del reino y, de este asunto, cada una parece aturdida de asombro.

La culpabilidad de María de Ávalos estaba fuera de toda duda. Su esposo, disponiendo del derecho de justicia superior e inferior, había vengado su honor y el de su familia. Esta condena tan severa del adulterio era comúnmente aceptada en aquellos tiempos. Glen Watkins observa que "la costumbre de la corte española, que se seguía en Nápoles, pedía la muerte de la mujer adúltera y su amante, mientras que en el norte de Italia la tradición pedía la muerte de la mujer solo". La familia Carafa reprochó especialmente a Gesualdo el haber recurrido a sirvientes para matar a Fabrizio. Este doble homicidio provocó estupor, indignación e incluso la compasión a causa del muy noble origen, juventud y belleza de las víctimas tanto en el reino de Nápoles como entre la nobleza romana, y toda clase de rumores y exageraciones corrieron sobre el suceso, convirtiéndose este crimen de honor en un tema poético popular, comparando a María con Venus, a Fabrizio con Marte y a Gesualdo con el poco agraciado papel de Vulcano. Pierre de Brantôme cuenta la historia en su Vida de las damas galantes.

## Homenajes contemporáneos
Conmovido por esta muerte, así como por la mancha que empañaba a partir de ahora la memoria de María, Torcuato Tasso compuso tres sonetos y un madrigal donde magnifica la «falta» de los dos amantes culpables. El tema resultó un asunto de estudio «dando a los espíritus amplia materia a poetizar», según la expresión de Tommaso Costo, erudito humanista de la época.

## Homenajes modernos
La muerte de María de Avalos inspiró al compositor Francesco de Ávalos, príncipe de Ávalos y su pariente lejano, una ópera titulada Maria di Venosa, en 1992.
El compositor aparece igualmente en el docuficción realizado por Werner Herzog para la cadena de televisión ZDF en 1995, Muerte a cinco voces, que evoca la vida atormentada, la leyenda y la obra musical visionaria de Carlo Gesualdo. María de Ávalos es presentada como «una mujer muy orgullosa» (una donna molto fiera), que pretendía no mantener sus amores secretos.